# Huta Lubycka
Huta Lubycka – wieś w Polsce, położona w województwie lubelskim, w powiecie tomaszowskim, w gminie Lubycza Królewska.
W latach 1975–1998 wieś administracyjnie należała do województwa zamojskiego.
Wieś tenuty rzeczyckiej, położona była w XVIII wieku w powiecie bełskim. 
Wieś stanowi sołectwo gminy Lubycza Królewska obejmujące Hutę Lubycką, Mrzygłody Lubyckie, Pawliszcze. Według Narodowego Spisu Powszechnego z roku 2011 wieś liczyła 139 mieszkańców.
Wierni Kościoła rzymskokatolickiego należą do parafii Matki Bożej Różańcowej w Lubyczy Królewskiej.

## Części wsi
| SIMC    | Nazwa              | Rodzaj     |
| ------- | ------------------ | ---------- |
| 0892843 | Mrzygłody Lubyckie | przysiółek |
| 0892837 | Pawliszcze         | część wsi  |

## Historia
Huta Lubycka w wieku XIX wieś w powiecie Rawa Ruska. W roku 1881 wieś posiadła przestrzeni dworskiej 84 morgi, włościańskiej 477 mórg. Ludność wyznania rzymskokatolickiego w liczbie 145, należała do parafii w Lubyczy-Kniazie, sąd powiatowy miał siedzibę w Rawie, urząd pocztowy w Lubyczy Królewskiej, oddalonej o 14 kilometrów. Właścicielem większej posiadłości była gmina Lubycza Kniazie.